# Xuclamel japonès
El xuclamel o lligabosc japonès (Lonicera japonica) és una espècie de xuclamel que és una planta nativa de l'est d'Àsia incloent Xina, Japó i Corea. Es fa servir com planta ornamental en jardineria. És una espècie invasora a Catalunya i altres regions d'Espanya i del món.

## Descripció
És una liana que pot enfilar-se fins a uns deu metres. Les seves fulles, de tres a vuit centimetre de llargada, són de forma oval i disposades oposadament. Les flors són de doble llengua (bífides) i són flairoses amb olor de vainilla. Els seus colors varien entre el blanc i el groc. El fruit és una baia negrosa globular de 5 a 8 mm de diàmetre.

## Distribució
És natural de l'est d'Àsia, incloent el Japó, la Xina i Corea. Es va introduir a Europa el 1805 per usos ornamentals i per a recobrir tanques. Van citar-la per primera vegada a Espanya el 1961 a les províncies de Barcelona i Girona.

## Observacions
A Catalunya es tracta d'una espècie invasora, que s'estén ràpidament i una vegada ha colonitzat un indret és molt difícil erradicar-la. És especialment favorable a les zones de sòl profund i humit, per la qual cosa pot alterar greument els ecosistemes fluvials. Es considera una de les espècies invasores més perjudicials a diversos països d'Amèrica i a Nova Zelanda.